# 成層圏
|                          | 宇宙空間    |        |          |
|                          | 約10,000 km |        |          |
|                          | 外気圏      |        |          |
|                          | 800 km      |        |          |
|                          | 熱圏        |        |          |
|                          | 電離層      |        |          |
| (カーマン・ライン)       | (100 km)    |        |          |
|                          | 80 km       |        |          |
|                          | 中間圏      |        |          |
|                          | 50 km       |        |          |
|                          | 成層圏      |        |          |
|                          | オゾン層    |        |          |
| 11 km                    |             |        |          |
|                          | 対流圏      |        | 自由大気 |
| 1 km                     | 対流圏      |        |          |
|                          | 対流圏      | 境界層 |          |
| 0 km                     | 対流圏      |        |          |
| ※高度は中緯度の平均 / 表 |             |        |          |

成層圏（せいそうけん、英: stratosphere) は、地球の大気の層の一つ。

## 概要
対流圏と中間圏の間に位置する層である。

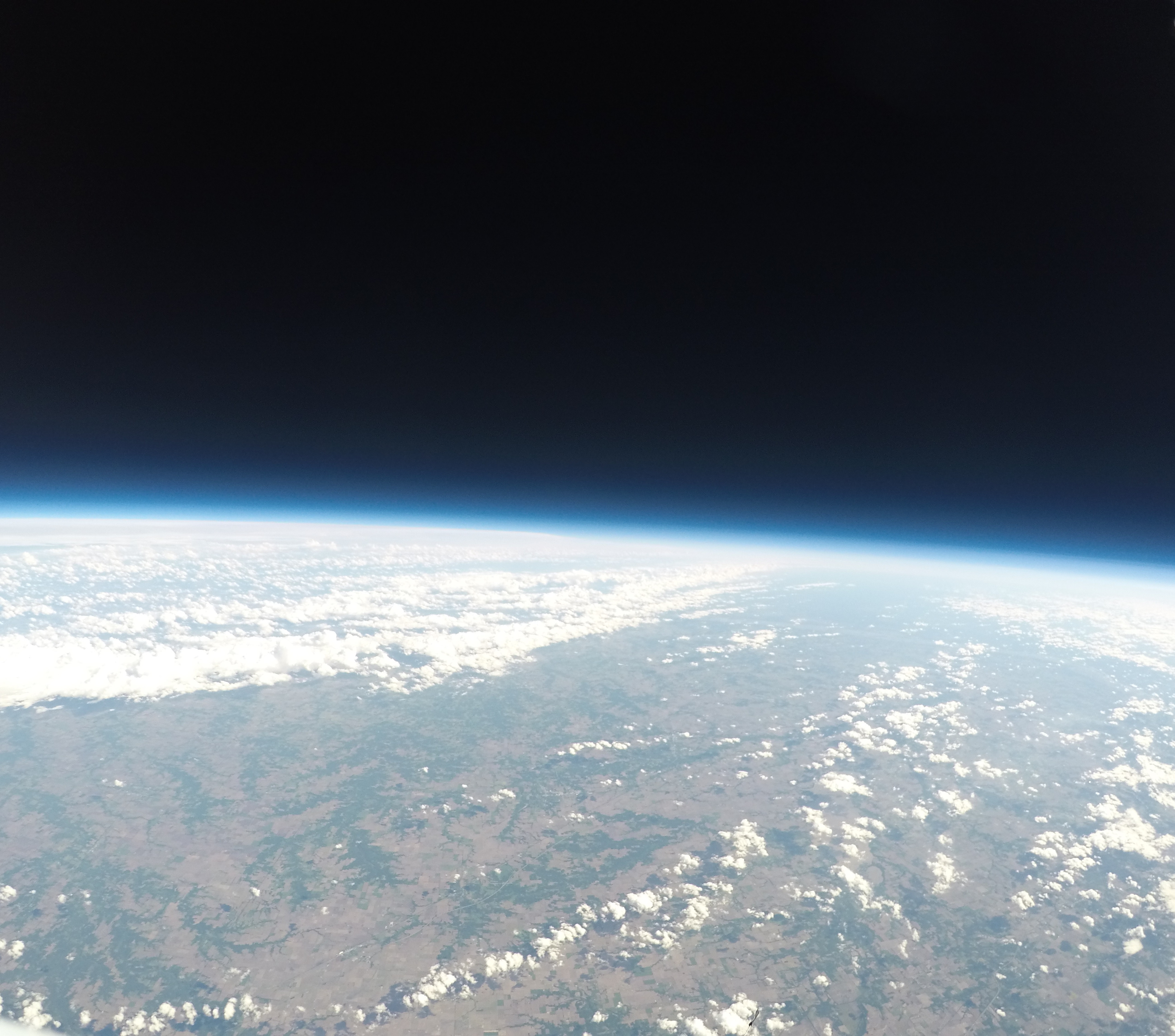
成層圏（高度約36km）での写真例。上空は暗く、地平線上には青白い大気の層が見える。

対流圏と成層圏との境目は対流圏界面（高度は極地で約8km、緯度が低くなるに従って高くなり赤道付近で約17km）、成層圏と中間圏との境目は成層圏界面（高度約50km）と呼ばれる。

## 成層圏の特徴
対流圏や中間圏では高度とともに温度が低くなるのに対して、成層圏では逆に、高度とともに温度が上昇する。成層圏下部、対流圏界面付近では気温が約-56℃前後であるのに対して、中間圏との境の成層圏界面付近では-15℃から0℃になることがある。ただし、上空へ行くほど高温といっても成層圏の温度上昇率は一定ではない。まず、対流圏界面の高さを10kmとすると、ここから上に20kmくらいまでの温度は対流圏界面とほぼ等温状態が保たれる。そこから約15kmくらいまでは温度がわずかに上昇する層があり、さらにそこから成層圏界面までは温度が急激に上昇する。
成層圏で高度とともに温度が上昇するのは、成層圏の中に存在するオゾン層が太陽からの紫外線を吸収するからである。オゾン濃度が一番高いのは高度約20 - 25km付近だが、実際に成層圏内で温度が一番高いのは高度約50km付近である。この理由は、オゾン濃度がどうであれ上部のオゾン層ほど濃度の高い紫外線を吸収することもでき、また、上層ほど空気密度が低いことから温度の上昇率も大きいためである。この理由から成層圏では実際のオゾン濃度が一番高い付近よりも上に温度が最大の場所がある。
成層圏という名称からは、この層は対流圏のような擾乱のある層ではなく安定した成層であるかのような印象を受ける。たしかに対流圏ほど気象は活発ではないが、完全な成層でもない。成層圏の発見はおよそ100年以上前にもさかのぼる。1902年にフランスの気象学者ティスラン・ド・ボール（1855年 - 1913年）が気球観測によって対流圏とは構造がやや異なった層があることを発見し、翌年に発表した。その発表内容は、成層圏は対流圏とは異なり成層圏下部は温度が低く、上部は温度が高いというものであった。したがって、下部に重い気体が、上部に軽い気体があるため、上下の混合は起こらないと推定したことから、当時はこの層は成層であると考えられてきた。これが現在のstratosphere 成層圏という名前の由来である。語源となったラテン語の stratusは、英語で 'a spreading out'（広がり）の意である。その後、高層気象観測の技術も発達し成層圏の本格的な研究により、実際は成層圏でも上下の混合が起こっており、成層圏内でも風が吹いていることが分かった。
成層圏内での風の分布には興味深い特徴があり、まず成層圏下部では対流圏上部の偏西風の影響を受け、おおむね西風が吹いている。成層圏上中部では次のような現象が見られる。極付近は夏に白夜という現象が起きる。したがって、季節が夏の半球では太陽があたる時間が低中緯度よりも高緯度の方が長くなる。そのため極付近ではオゾン層によって大気がどんどん暖められ、結果として高圧状態になる。逆に低緯度では相対的に低圧である。このため、高緯度側の高圧部から低緯度側の低圧部に向けて気圧傾度力が生じる。気圧傾度力は低緯度から高緯度に向かうコリオリの力と釣りあい、これを満たすように夏半球が東風になる。したがって、成層圏上中部では特別な場合を除いて、夏季は常に東風、すなわち偏東風が吹いている。これを成層圏偏東風と呼ぶ。また冬には逆の現象が起き、極付近では夏とは逆に一日中太陽があたらない状態なので低緯度付近と比べて低温、すなわち低圧となる。よって、低緯度から高緯度に向けて気流が生じ、コリオリの力を受けて偏西風となる。これを成層圏偏西風という。この現象は季節によって変化する風、すなわち季節風と捉えることができる。この現象はいわば「成層圏のモンスーン」である。この循環に加えて、夏の極上空では熱圏へ向かう上昇気流、冬の極上空では熱圏からの下降気流が起こっており、これらをまとめてブリューワー・ドブソン循環と呼んでいる。成層圏偏西風、成層圏偏東風どちらも最大風速は約50m/sである。
このように成層圏は名前のように成層ではなく大気擾乱がある。ただし、上で述べたことは通常の季節変化を示したものであり、冬季に成層圏突然昇温という現象が起こった際には、成層圏偏西風が東風になることがある。

## 成層圏の発見
19世紀末からフランスのテスラン・ド・ボールはパリ郊外のトラペスで無人気球を用いて高層気象観測を行っていたが、1898年4月の夜間観測で初めて高度10 kmで昇温する層を観測した。同年6月8日早朝の観測でも高度11.8 km以上で-59℃の等温層を観測した。しかし彼は太陽放射を受けて温度が上がったのではないかと測定結果を疑ったため、科学アカデミーへの報告では高度13 kmで-71℃に気温を下げる補正を行った。
彼は1899年1月8日の夜間の観測でも上層で等温層を観測した。彼は測定器カバーからの放射を疑い、温度計をカバーの外に移した。それでも結果は変わらずやはり等温層を観測した。彼は同時に複数個の気球を上げて、確認のための比較観測を行ったりもした。
テスラン・ド・ボールの紙製の気球は安価で観測頻度を稼ぐことができた。それにまだゴム製の気球がない時代に、彼の軽い紙製の気球は比較的高い高度まで容易に達することができた。彼が1902年までにパリで行った観測では、236個が高度11 km以上に達し、そのうち74個が高度14 km以上に達した。彼は数多くの観測と注意深い確認により、等温層を観測の誤りや一時的な現象ではなく、実在する定常的な現象であると考えた。彼は1902年4月28日のパリの科学アカデミーの会合で、この等温層の発見を2ページの文書で報告した（フランス中央気象台長官マスカールが代読したことになっている）。
一方、ドイツの気象学者リヒャルト・アスマンは1900年ころにはドイツのゴム会社と共同で薄くて軽くよく伸びるゴム製気球を開発した。しかし、ゴムの性能のためか当初は高度15～16 kmで破裂して、それ以上の高度にはなかなか上がれなかった。それでも定積気球よりは高度10 km以上まで安定して観測できた。後年には改良されて高度30 km程度まで上昇できるようになった。
アスマンは1901年の4月から11月まで、ベルリンでゴム製の探測気球を用いて6回の高層気象観測を行い、それらは高度12～17 kmまで達した。そして1902年5月1日のベルリンの科学アカデミーの会合において、高度10 km以上で気温減率が急速にゆっくりとなって等温層に達するかむしろ昇温が起こっており、高度10 kmから12 kmより高い高度で暖かい大気の流れがあることは疑いようがないことを示した。また、その際には彼はテスラン・ド・ボールがパリで200回以上の観測を行っていることを示し、アスマンはテスラン・ド・ボールの観測も同じような結果を示していることを付け加えた。
テスラン・ド・ボールとアスマンの発表によって、上空で気温の下降が止まることが研究者たちに明確に意識され始めた。テスラン・ド・ボールとそれを支持するアスマンの結果は、各国の科学者が集まった1902年5月20日のベルリンでの第3回「科学航空国際委員会（the International Committee for Scientific Aeronautics）」の会合で発表された。その後、この説は各国で広まった。
テスラン・ド・ボールの報告がアスマンの発表よりわずかに早かったことと、アスマンがテスラン・ド・ボールの結果を自分の結果の支持に使ったことから、成層圏の発見をテスラン・ド・ボールの功績に帰している著作物が多いようである。しかし、テスラン・ド・ボールのわずか2ページの文書による報告より、実際の観測データを示したアスマンの論文の方が説得力があるように思える。ただ、テスラン・ド・ボールとアスマンの二人の功績と記しているもの少なくなく、国の威信をかけた思惑もあってか成層圏の発見者に関する記述は統一されていない。なお、6月8日を「成層圏発見の日」としているウェブサイトがあるが、その根拠は不明である。
成層圏の発見は、地球が球状の層状構造を持っているという考え方の発端になった。それによって大気だけでなく、海洋のエクマン層や陸域のモホロビチッチの不連続面の発見など地球科学の発展にも影響を及ぼしたと考えられている。